# Thor: Ragnarok
Pour les articles homonymes, voir Thor (homonymie).
Ne doit pas être confondu avec Ragnarök.
Série l'univers cinématographique Marvel
Spider-Man: Homecoming
(2017) Black Panther
(2018)
Série Thor
Thor : Le Monde des ténèbres
(2013) Thor: Love and Thunder
(2022)
Pour plus de détails, voir Fiche technique et Distribution.
Thor: Ragnarok est un film de super-héros américano-australien réalisé par Taika Waititi, sorti en 2017.
Il est basé sur les personnages de Thor et Hulk, et fait suite à Thor (2011) et Thor : Le Monde des ténèbres (2013). Il se déroule deux ans après les événements d'Avengers : L'Ère d'Ultron. L'intrigue s'inspire des comics Ragnarok et Planet Hulk. Dix-septième film de l'univers cinématographique Marvel, et cinquième film de la phase trois.
Le troisième volet des aventures de Thor a été annoncé par Kevin Feige en juin 2014. Alors que Chris Hemsworth et Tom Hiddleston avaient précédemment confirmé leur participation au film, le reste de la distribution est dévoilé en mai 2016. Des quatre films du MCU consacrés au personnage, il est celui qui rencontre le plus grand succès avec 853 millions de dollars de recettes mondiales.

## Synopsis
Après les événements de Sokovie et l'affrontement avec Ultron, Thor est parti trouver les deux Pierres d'Infinité n'ayant pas encore resurgi : la Pierre de l'Âme et la Pierre du Temps. Deux ans plus tard, il n'a pas réussi et se retrouve emprisonné à Muspellheim. Il se libère et vainc Surtur, après que ce dernier lui a appris qu'Asgard est sans défense en l'absence du « Père de Toutes Choses », Odin. Thor lui arrache sa couronne que le démon comptait unir avec l'Éternelle Flamme afin de provoquer le Ragnarök, la destruction d’Asgard.
Thor revient sur Asgard avec ce trophée, constatant qu'Heimdall a été chassé et remplacé par Skurge pour trahison, et qu'Asgard a sombré dans la décadence sous le règne de son frère Loki. Il démasque ce dernier sous les traits d'Odin, puis l'emmène sur Terre afin de ramener leur père, laissé dans une maison de retraite à New York, entretemps démolie. Avec l'aide du Docteur Strange, qui les emmène en Norvège, ils retrouvent Odin au bord de la côte. Ce dernier leur révèle être mourant.
La mort soudaine d'Odin permet la libération de leur sœur aînée Hela, Déesse de la Mort, qui clame son droit au trône d'Asgard et brise aisément le marteau de Thor. Loki, terrifié face au sort de l'arme de son frère, ordonne qu'on les ramène à Asgard. Hela profite du Bifröst ouvert pour se rendre à Asgard, source de son pouvoir, et se débarrasse des deux Asgardiens en leur faisant quitter de force le faisceau. Elle arrive à destination et tue sans difficulté Volstagg et Fandral alors que Skurge préfère se soumettre. L'aînée d'Odin atteint la cité et se débarrasse à elle seule sans problème d'une légion d'Einherjar tout entière menée par Hogun. Elle révèle l'histoire cachée du Royaume des Dieux à son nouveau serviteur, faite de conquêtes et de massacres perpétrés par Odin et sa fille, jusqu'à ce qu'Odin renonce aux tueries et bannisse sa fille, trop assoiffée de pouvoir, dans une prison dimensionnelle. Elle pénètre ensuite dans la chambre forte, expliquant que la plupart des « trésors » qu'elle renferme, dont le Gantelet pouvant insérer les six Pierres d'Infinité, sont factices ou mineurs, à part le Tesseract, puis s'empare d'une braise de l'Éternelle Flamme et s'en sert pour faire resurgir des catacombes de la cité les Einherjar morts lors de ses conquêtes et inhumés dans celles-ci ainsi que Fenris, un loup géant, ancienne monture de la déesse de la Mort. Elle les prend sous son contrôle et commence à asservir Asgard.
Thor échoue sur la décharge de Sakaar, un monde entouré de portails cosmiques. Il est rapidement fait prisonnier par une jeune femme, Valkyrie, et est conduit devant le Grand Maître, gouverneur de Sakaar et créateur du Tournoi des Champions. Thor remarque la présence de son frère à proximité et tente d'attirer son attention. Loki essaie de l'ignorer, mais Thor révèle leur parenté au Grand Maître, intrigué. Loki explique à son frère adoptif qu'après plusieurs semaines, il a finalement réussi à s'attirer les faveurs de leur hôte, ce qui surprend Thor car il n'est sur ce monde que depuis quelques heures, le temps s'écoulant plus lentement en dehors de ce monde. Le dieu prisonnier explique que la situation de son monde est préoccupante et qu'il doit quitter l'endroit au plus vite, mais le Grand Maître lui indique que le seul moyen de quitter Sakaar est de vaincre son « champion » en combat singulier. Thor, certain de pouvoir l'emporter, accepte.
Avant l'affrontement, il rencontre les autres gladiateurs dont Korg, un être composé de pierres qui se présente comme leur chef. Une fois à l'armurerie, il revoit sa geôlière et tente de la convaincre de le libérer mais elle le neutralise avec un implant délivrant une puissante décharge électrique qu'elle lui a posé lors de sa capture. Son nouvel ami le met en garde contre « ces Asgardiens » qui ne sont pas faciles à tuer. Thor retente alors sa chance, jouant sur la corde du patriotisme et remarque un tatouage sur son poignet, celui de l'ordre des Valkyries (les guerrières d'élite d'Asgard). Il est malheureusement confronté à un mur et prend une autre décharge.
Après avoir été habillé et coiffé pour le combat (perdant de force ses cheveux longs), Thor se retrouve dans l'arène sous le nom de « Lord du Tonnerre ». Lorsque son adversaire apparaît, il exulte à la surprise du public tout entier alors que Loki se décompose : le champion en titre est Hulk, porté disparu depuis les événements de la Sokovie. Alors que Thor explique que le colosse émeraude est un « collègue de travail », ce dernier colle un coup brutal à son ami et lui fait traverser l'arène pour s'écraser contre l'une des parois. Thor est rapidement dépassé même en tentant de faire appel à Banner dans l’inconscient de la créature, mais réussit à porter un coup qui sonne son ami. Il tente d'utiliser la technique de relaxation utilisée par Natasha Romanoff pour le calmer, mais cela échoue et il subit le même sort que Loki lors de l'attaque sur New York, à la grande satisfaction de ce dernier. Alors qu'il est sur le point d'être tué, une vision de son père le dote soudain de la puissance du tonnerre qui lui permet de repousser Hulk en lui envoyant des éclairs. Il semble être sur le point de porter le coup de grâce quand le Grand Maître active son implant et le neutralise. Se réveillant dans la chambre de Hulk, il découvre que celui-ci est arrivé en Quinjet après sa fuite et est resté sous sa forme « verte » depuis deux ans. Après une dispute avec lui, il découvre également le lien d'amitié entre lui et la Valkyrie qui l'a fait prisonnier.
Se sentant perdu, il fait appel à Heimdall via la vue omnisciente de ce dernier qui lui révèle qu'Hela prend le contrôle d'Asgard avec Skurge comme Exécuteur et que la seule chose qui l'a empêchée de commencer la conquête de l'univers est la disparition de l'épée qui ouvre le Bifröst, fait dont il est responsable. Il explique ensuite à son prince que pour rejoindre Asgard après avoir quitté Sakaar, il doit passer par le plus gros des portails au-dessus du monde.
Armé de toutes ces informations, Thor convainc Hulk de faire venir la Valkyrie, puis l'affronte et décrit à la jeune femme la situation d'Asgard et l'amène à expliquer les raisons de son exil dans cet endroit. Elle lui révèle que lorsque Odin a banni Hela, elle ne s'est pas laissée faire, qu'il a envoyé les Valkyries la neutraliser, qu'Hela a détruit ses adversaires et que la jeune femme fut la seule survivante. Thor lui révèle qu'Odin est mort. Il révèle aussi que lors de leur petite rixe, il a subtilisé la télécommande de son implant et le désactive, puis prend la fuite en sautant par la fenêtre avant de rejoindre le Quinjet pour quitter ce monde. Hulk avait clairement fait comprendre qu'il ne quitterait jamais un monde où il est acclamé pour un monde où il est méprisé, mais il n'accepte pas que son seul adversaire valable (et l'un de ses seuls amis) s'en aille et détruit le fuselage de l'appareil. Le dieu du Tonnerre, essayant d'activer la propulsion avant qu'elle ne soit entièrement détruite, met en route le dernier message laissé par Natasha Romanoff, ce qui éveille la conscience de Banner. Hulk tente de combattre sa présence, mais Thor fait appel aux sentiments de son ami pour la jeune femme et le fait redevenir humain. Bruce se réveille paniqué sans savoir où il est ni depuis combien de temps il n'a plus le contrôle et prend la fuite avec Thor qui essaie d'expliquer en douceur (mais maladroitement) leur situation.
De son côté, le Grand Maître est irrité d'avoir perdu son champion et envoie les responsables (à savoir la Valkyrie et Loki) à sa recherche ainsi qu'à celle de son « ravisseur », en mettant leurs poursuivants en compétition. Une fois qu'ils ont quitté le Grand Maître, le dieu de la Malice découvre l'origine asgardienne de sa rivale et la replonge dans ses pires souvenirs pour prendre l'avantage sur elle. Mais la jeune femme le neutralise puis retrouve Thor, acceptant de l'aider et lui offrant Loki en gage de sa bonne foi. Thor met au point un plan en envoyant la Valkyrie libérer les gladiateurs pour déclencher une révolution tandis que lui et son frère vont s'emparer d'un des vaisseaux du Grand Maître pour fuir par « l'Anus de Satan », le plus gros portail de Sakaar.
Le plan semble se dérouler comme prévu mais Thor, ayant appris à anticiper les coups en traître de Loki, lui colle l'implant qu'il s'est retiré sous couvert d'une tape amicale et l'active lorsque ce dernier tente de mettre son propre plan à exécution. Laissant son frère tétanisé par la décharge délivrée en continu, Thor s'empare d'un vaisseau et part récupérer Banner. Ils sont pris en chasse par des chasseurs de la garde, mais la Valkyrie en élimine une bonne partie, épaulée par Thor. Les deux Asgardiens remontent à bord du vaisseau piloté tant bien que mal par Bruce et s'échappent de Sakaar.
Pendant ce temps, Heimdall organise le sauvetage du peuple asgardien face à Hela qui supprime quiconque s'oppose à sa soif de pouvoir et de conquête. Thor et ses compagnons arrivent à Asgard. Voyant l'état de son royaume, Thor décide d'attirer Hela dans le palais pendant que les autres aident Heimdall et le peuple asgardien à s'enfuir. Alors qu'ils sont presque arrivés à l'entrée du Bifröst, ils découvrent Fenris qui leur barre la route tandis que Skurge et les soldats d'Hela les prennent en tenaille par l'autre côté. Le vaisseau du groupe de Thor arrive alors et attaque les soldats et le loup géant. Voyant la situation dégénérer, Banner décide, malgré le risque de rester de nouveau prisonnier de son propre esprit, de redevenir Hulk et affronte le gigantesque loup avant de tomber du pont avec lui. La Valkyrie, vêtue et armée de sa tenue de guerrière asgardienne, quitte le vaisseau trop endommagé pour continuer à voler et affronte au sol les troupes d'Hela, mais ils sont rapidement dépassés par le nombre jusqu'à ce qu'un gigantesque vaisseau, le Statesman, arrive et fasse de gros dégâts dans les rangs ennemis. Le vaisseau fait descendre une passerelle sur le pont et laisse apparaître Loki et les gladiateurs qui descendent en renfort pour permettre au peuple d'embarquer à bord.
L'affrontement fratricide entre la déesse de la Mort et le dieu du Tonnerre tourne en faveur de la première et coûte même son œil droit à Thor. Soudain, la vision de son père lui revient et ce dernier lui explique que le marteau n'était pas la source de son pouvoir mais un catalyseur censé l'aider à le contrôler. Thor laisse alors exploser sa puissance et fait tomber un éclair surpuissant sur Hela, mais en vain. Il décide donc de rejoindre son peuple et de fuir avec lui. Il retrouve avec étonnement son frère puis a une révélation en se remémorant les paroles de son père. Le pouvoir d'Hela puisant sa source dans Asgard même, il demande à Loki de se rendre dans la chambre forte et de placer le casque de Surtur dans l'Éternelle Flamme afin de réaliser la prophétie du Ragnarök qu'il comptait empêcher. Loki s'y rend et s'attarde devant le Tesseract (contenant la Pierre de l'Espace) avant d'exécuter le rituel : le démon renaît, haut comme une montagne, et commence à détruire le royaume d'Asgard.
La fille d'Odin tente d'empêcher la fuite du Statesman avec une colonne de pierre utilisée par ses derniers soldats pour se hisser à bord et faire un massacre. Skurge, qui s'était réfugié avec les autres dans le vaisseau et regrettant ses actes, se sacrifie pour détruire la colonne et emporter les soldats avec lui. Hulk réussit à balancer Fenris dans la chute d'eau donnant sur le cosmos et remonte sur le pont puis, voyant Surtur détruire la cité, commence à l'attaquer avant d'être retenu par la Valkyrie et Thor. Ils montent à bord du vaisseau tandis que le Ragnarök consume Asgard, Surtur et Hela.
À bord du Statesman, Thor découvre que son frère a réussi à quitter Asgard à temps et choisit de rester avec lui. Thor accepte enfin de devenir souverain du peuple asgardien. Il choisit leur prochaine destination : la Terre.
Scène inter-générique
Loki fait remarquer à Thor que ce n'est pas une bonne idée de le ramener sur Terre. Thor lui assure que tout va très bien se passer. Il est alors interrompu par l’arrivée du Sanctuaire II, le gigantesque vaisseau de Thanos.
Scène post-générique
Le Grand Maître et deux de ses servantes s’extraient d'un container en plein milieu de la décharge de Sakaar tandis que des ferrailleurs les encerclent. Il les félicite pour leur révolution ainsi que lui-même, notant qu'une révolution ne peut naître qu'à cause du tyran qui oppresse le peuple, à savoir lui, mais cela ne semble pas les convaincre alors qu'ils se rapprochent de plus en plus de lui.

## Fiche technique
Sauf indication contraire, les informations mentionnées dans cette section peuvent être confirmées par les bases de données cinématographiques IMDb et Allociné,  présentes dans la section « Liens externes ».
- Titre original : Thor: Ragnarok[3]
- Titre français : Thor : Ragnarok
- Réalisation : Taika Waititi
- Scénario : Craig Kyle, Christopher L. Yost et Eric Pearson, d'après les personnages Marvel Comics créés par Stan Lee, Larry Lieber et Jack Kirby, d'après l'histoire (non crédité) de Planet Hulk créée par Greg Pak, Walter Simonson et Carlo Pagulayan
- Musique : Mark Mothersbaugh
- Direction artistique : Richard Hobbs, Bill Booth, Mitch Cass, Brendan Heffernan, Alex McCarroll et Laura Ng
- Décors : Dan Hennah, Ra Vincent et Mathew Swift
- Costumes : Mayes C. Rubeo
- Photographie : Javier Aguirresarobe
- Son : Lora Hirschberg, Dan Abrams, Mark Lindauer, Douglas Parker, Ryan Stern, Andy Winderbaum, Daniel Laurie
- Montage : Zene Baker et Joel Negron
- Production : Kevin Feige
  - Production déléguée : Stan Lee, Victoria Alonso, Louis D'Esposito, Thomas M. Hammel et Brad Winderbaum
  - Production associée : Brian Chapek
  - Coproduction : David J. Grant
- Sociétés de production[4] : 
  - États-Unis : Walt Disney Pictures et Marvel Studios
  - Australie : Gouvernement de l'Australie
- Société de distribution : Walt Disney Studios Motion Pictures
- Budget : 180 millions de $[5]
- Pays de production :  États-Unis,  Australie
- Langue originale : anglais
- Format[6] : couleur (ACES) (Technicolor) - D-Cinema - 2,39:1 (Cinémascope) - son IMAX 12-Track | Dolby Atmos | DTS (DTS: X) | Dolby Surround 7.1 | Dolby Digital | D-Cinema 48 kHz 5.1 | IMAX 6-Track | Sonics-DDP
- Genre : action, aventures, comédie, fantastique, science-fiction, super-héros
- Durée : 130 minutes[7]
- Dates de sortie[8] :
  - États-Unis : 10 octobre 2017 (première mondiale à Los Angeles)[9] ; 3 novembre 2017 (sortie nationale)
  - France, Belgique, Suisse romande : 25 octobre 2017[10],[11],[12]
  - Australie : 26 octobre 2017
  - Québec : 3 novembre 2017[13]
- Classification[14] :
  - États-Unis : accord parental recommandé, film déconseillé aux moins de 13 ans (PG-13 - Parents Strongly Cautioned)[Note 3]
  - Australie : recommandé pour les personnes de plus de 15 ans (M - Mature)
  - France : tous publics[15]
  - Belgique : tous publics (Alle Leeftijden)[11]
  - Suisse romande : interdit aux moins de 12 ans[16]
  - Québec : tous publics - déconseillé aux jeunes enfants (G - General Rating)[13]

## Distribution
- Chris Hemsworth (VF : Adrien Antoine ; VQ : Martin Desgagné) : Thor
- Tom Hiddleston (VF : Alexis Victor ; VQ : Frédéric Millaire-Zouvi) : Loki
- Cate Blanchett (VF : Juliette Degenne ; VQ : Marie-Andrée Corneille) : Hela
- Anthony Hopkins (VF : Jean-Pierre Moulin ; VQ : Guy Nadon) : Odin
- Mark Ruffalo (VF : Rémi Bichet ; VQ : Sylvain Hétu) : Bruce Banner / Hulk
- Idris Elba (VF : Frantz Confiac ; VQ : Widemir Normil) : Heimdall
- Tessa Thompson (VF : Aurélie Konaté ; VQ : Véronique Marchand) : la Valkyrie
- Jeff Goldblum (VF : Bernard Lanneau ; VQ : Gilbert Lachance) : le Grand Maître
- Karl Urban (VF : Marc Arnaud ; VQ : Frédéric Paquet) : Skurge l’Exécuteur
- Taika Waititi (VF : Stéphane Ronchewski ; VQ : François-Simon Poirier) : Korg ; Surtur (capture de mouvement)
- Benedict Cumberbatch (VF : Jérémie Covillault ; VQ : Tristan Harvey) : Stephen Strange / Docteur Strange
- Rachel House (VF : Vanina Pradier ; VQ : Catherine Hamman) : Topaze
- Clancy Brown (VF : Éric Herson-Macarel ; VQ : Benoît Rousseau) : Surtur (voix)
- Tadanobu Asano (VF : Stéphane Fourreau ; VQ : Stéphane Rivard) : Hogun
- Ray Stevenson (VF : Patrice Melennec ; VQ : Louis-Philippe Dandenault) : Volstagg
- Zachary Levi (sans dialogues) : Fandral
- Luke Hemsworth (VF : Valentin Merlet ; VQ : Christian Perrault) : l'acteur de théâtre interprétant Thor (caméo)
- Sam Neill (VF : Hervé Bellon ; VQ : Jean-Marie Moncelet) : l'acteur de théâtre interprétant Odin (caméo)
- Matt Damon (VF : Damien Boisseau ; VQ : Martin Watier) : l'acteur de théâtre interprétant Loki (caméo non crédité)
- Gabby Garbon : l'actrice de théâtre interprétant Jane Foster (non créditée)
- Charlotte Nicdao (VF : Chloé Berthier ; VQ : Marie-Ève Sansfaçon) : l'actrice de théâtre interprétant Sif
- Stan Lee (VF : Jean-Claude Montalban ; VQ : Jean-Jacques Lamothe) : le coiffeur sur Sakaar (caméo)
- Scarlett Johansson (VF : Magali Rosenzweig ; VQ : Camille Cyr-Desmarais) : Natasha Romanoff (images d'archives tirées d'Avengers : L'Ère d'Ultron)
- Lou Ferrigno : Hulk (voix de la version originale, non crédité)

### Version française
- Studio de doublage : Dubbing Brothers
- Direction artistique : Hervé Rey
- Adaptation : Philippe Videcoq

 Source et légende : version française (VF) sur RS Doublage et selon le carton du doublage français cinématographique.
 Source et légende : version québécoise (VQ) sur Doublage.qc.ca.

Photos des acteurs principaux au San Diego Comic-Con 2017
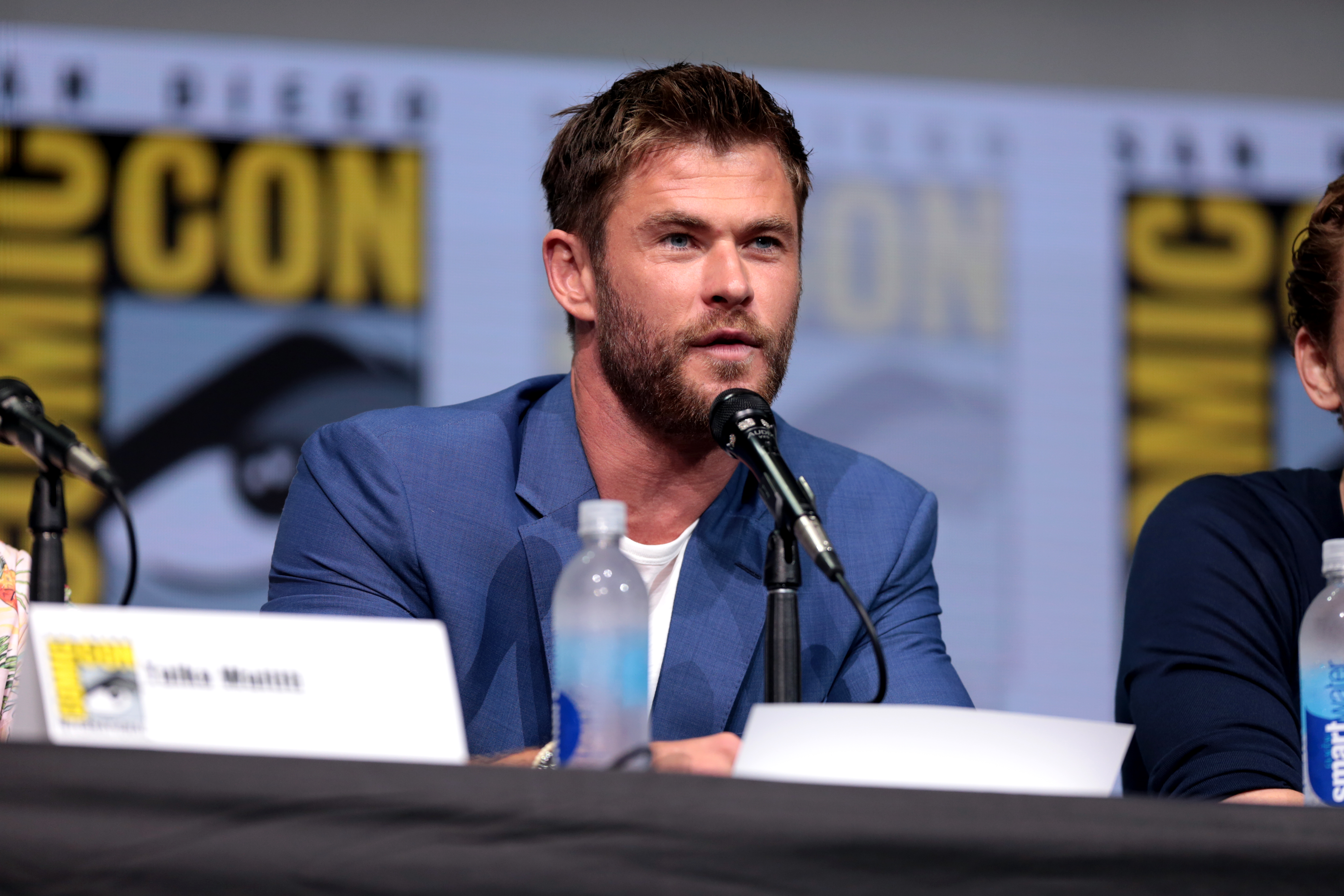
Chris Hemsworth
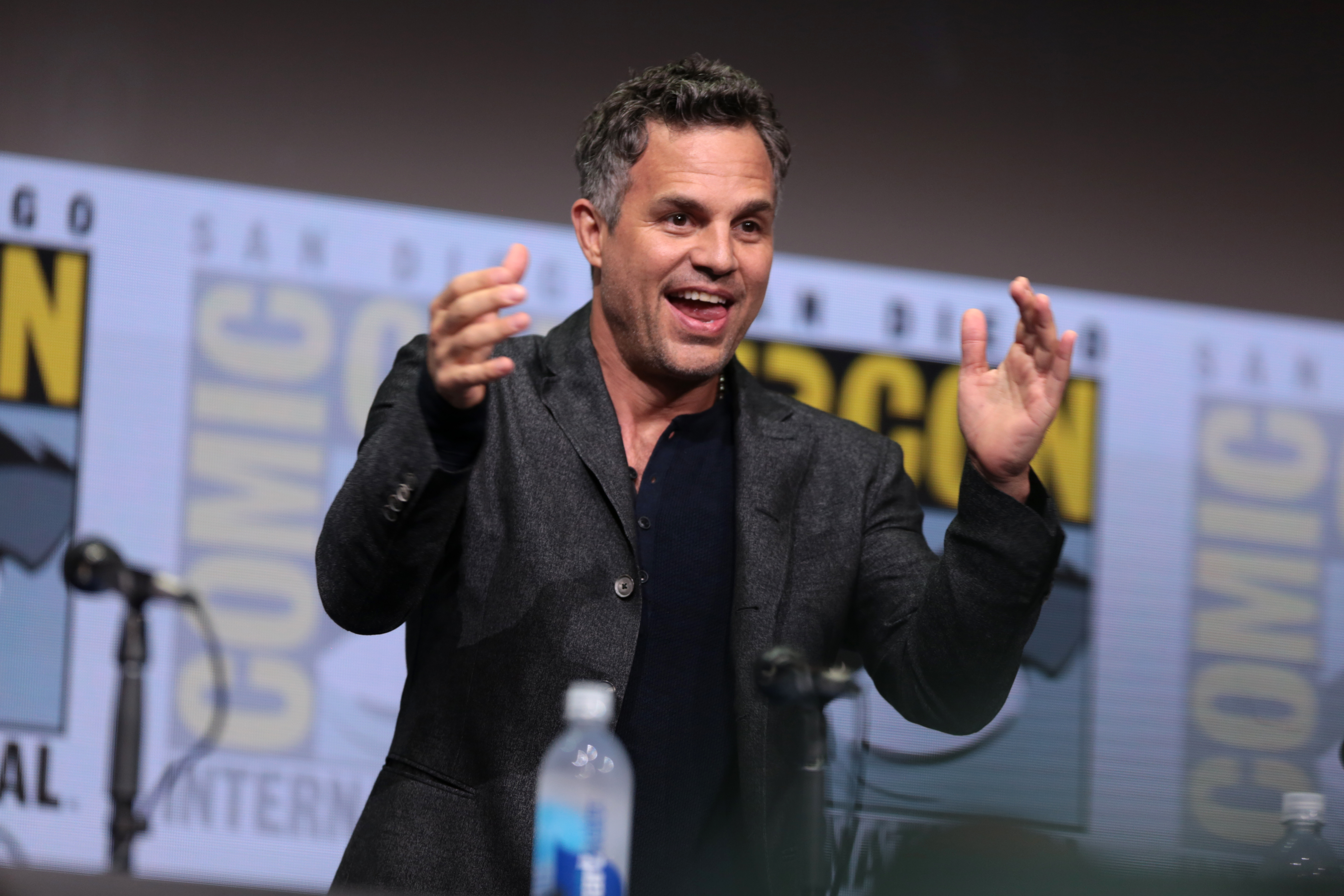
Mark Ruffalo
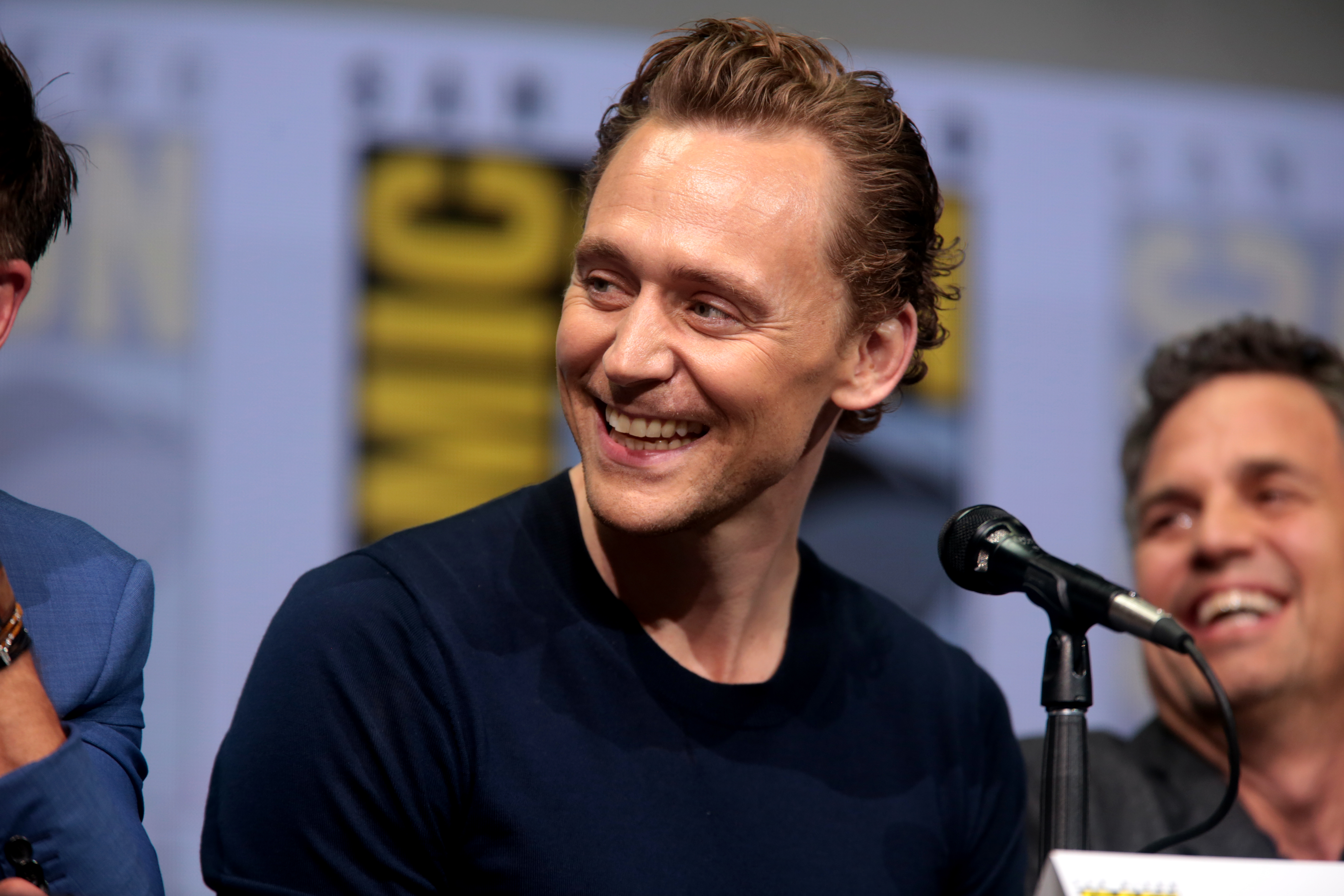
Tom Hiddleston
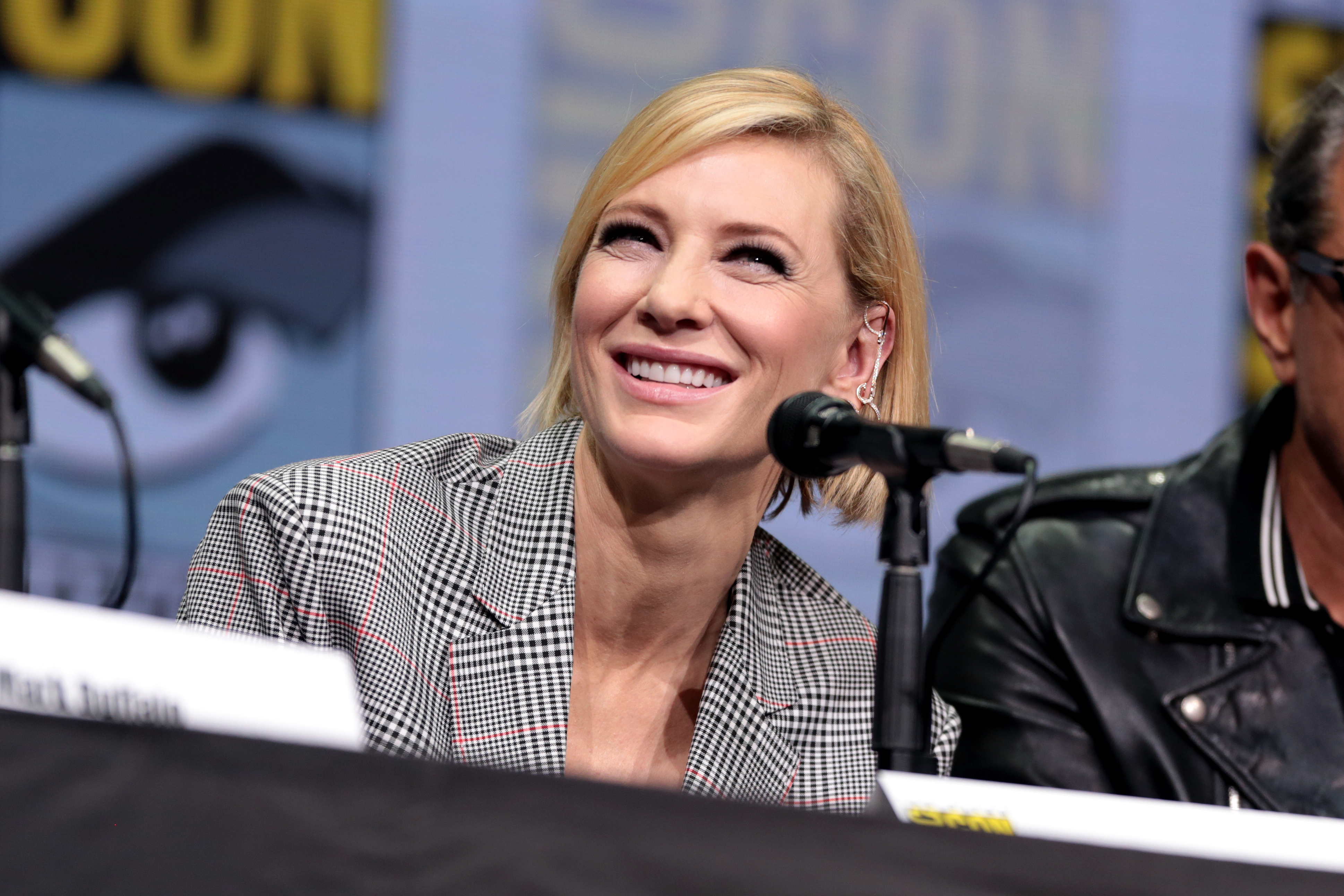
Cate Blanchett
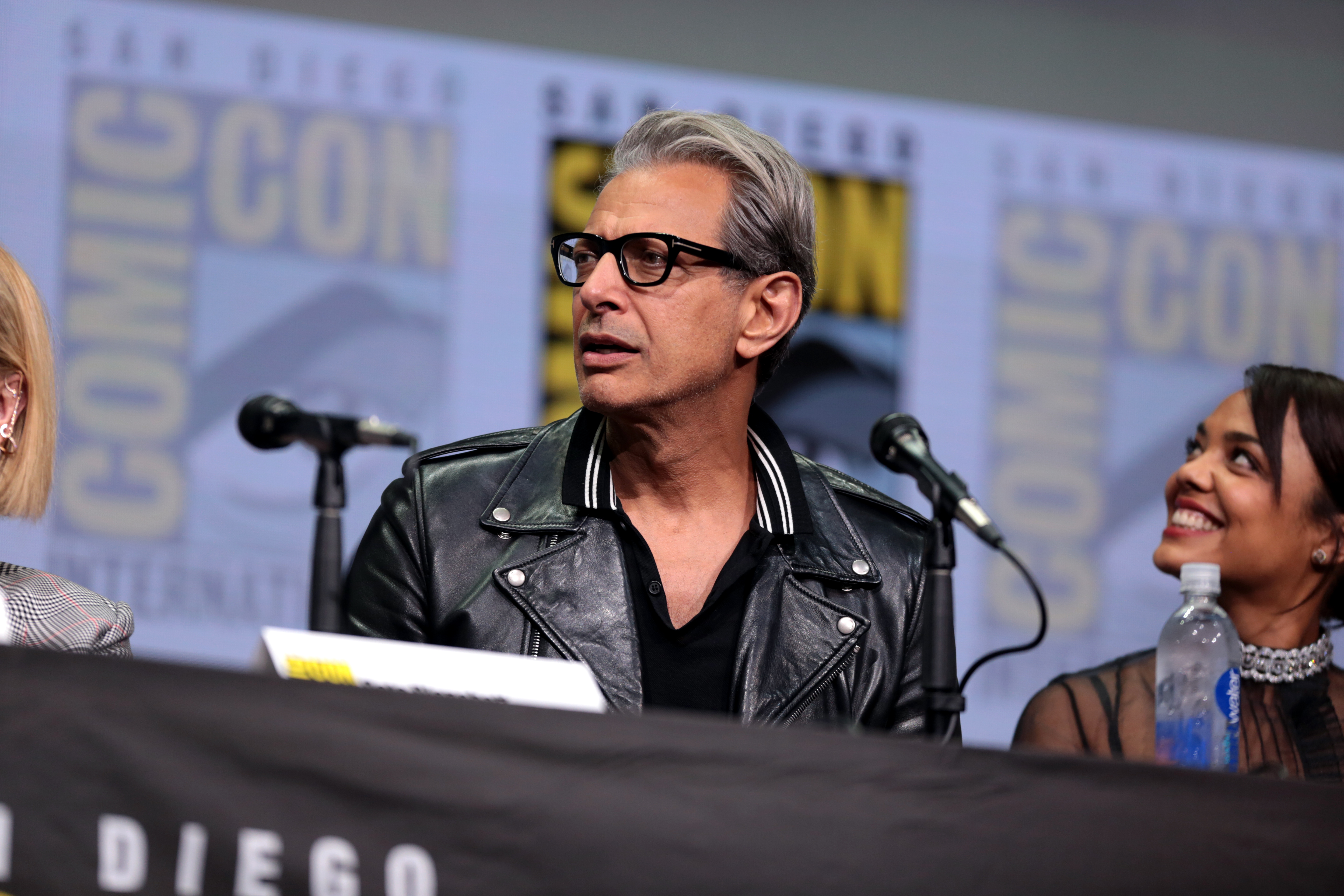
Jeff Goldblum
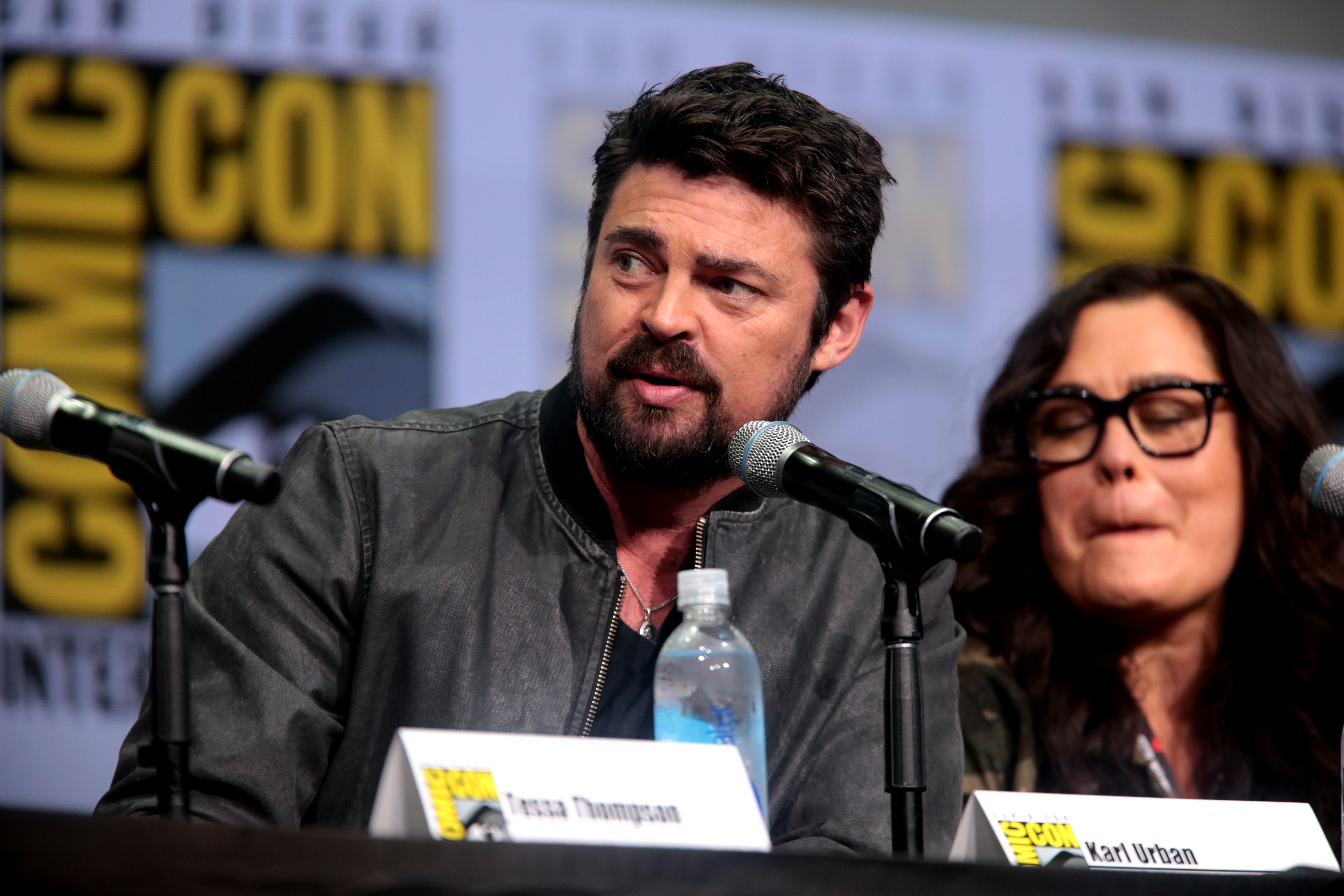
Karl Urban
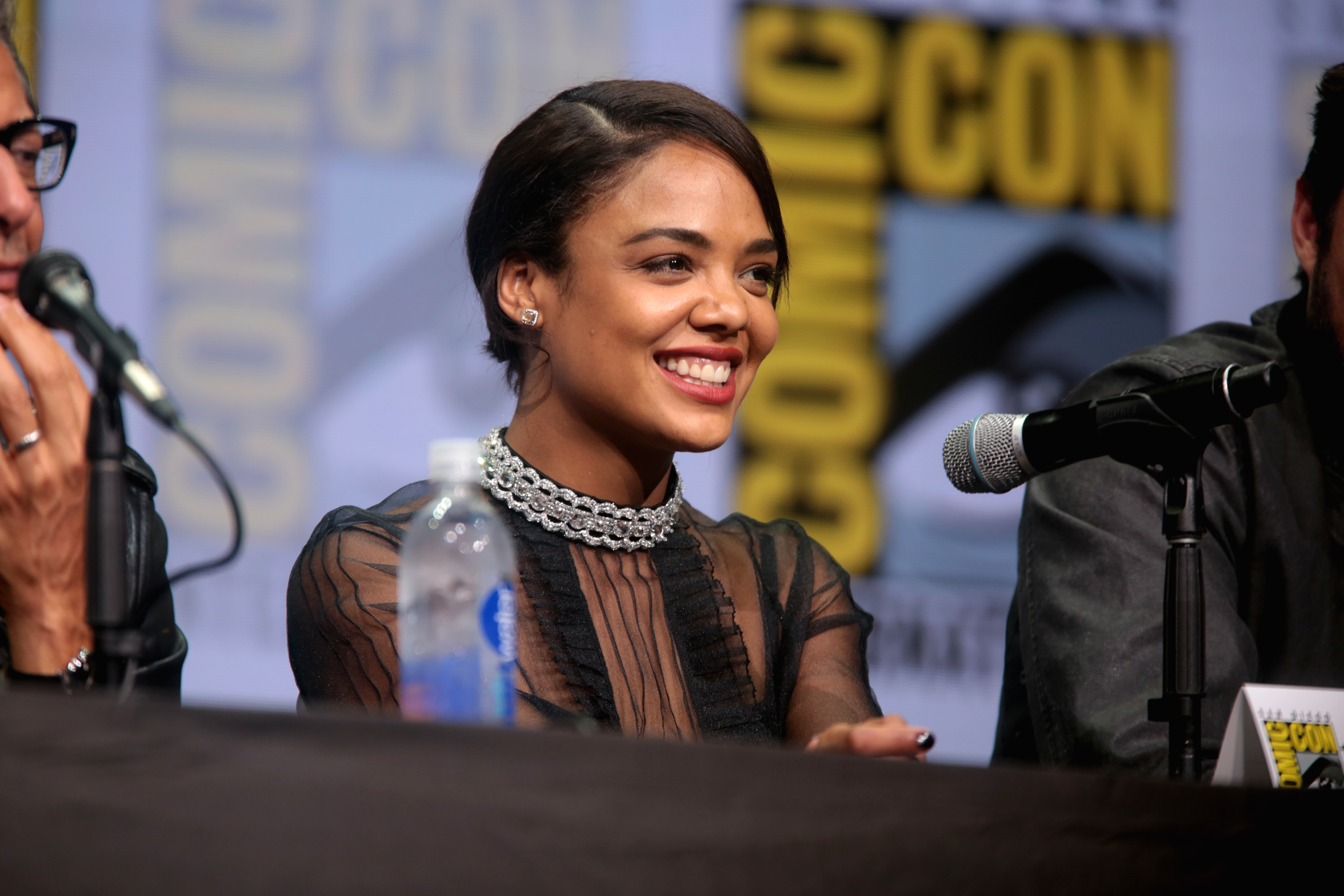
Tessa Thompson

## Production

### Développement
Pendant la promotion de Thor : Le Monde des ténèbres, en octobre 2013, Chris Hemsworth a déclaré qu’il avait été contacté par Marvel Studios pour un troisième film Thor et deux autres films Avengers, et qu’il serait heureux de continuer à jouer Thor dans le futur si les fans de l’univers cinématographique Marvel en demandaient plus. En réponse à ces propos, Kevin Feige a déclaré que certains éléments du second opus laissaient suggérer une direction pour un troisième film possible, ajoutant : « Nous avons précisément une histoire que nous aimerions raconter. ».
En janvier 2014, quelques mois après la sortie du deuxième opus, Marvel Studios engage Craig Kyle et Christopher Yost pour écrire le scénario de Thor 3. En octobre, l'agenda de la phase III des films du MCU est publié, révélant que le film serait sous-titré Ragnarok, et sa première date de sortie est fixée au 29 juillet 2017. Il est également indiqué que les événements du film seront étroitement liés à Avengers : L'Ère d'Ultron.
En juillet 2015, le producteur Kevin Feige annonce un tournage en juin 2016. L'information est confirmée par Marvel Studios qui engage Taika Waititi pour le réaliser. En décembre 2015, Marvel engage une nouvelle scénariste, Stephany Folson, pour réécrire le script.

### Attribution des rôles

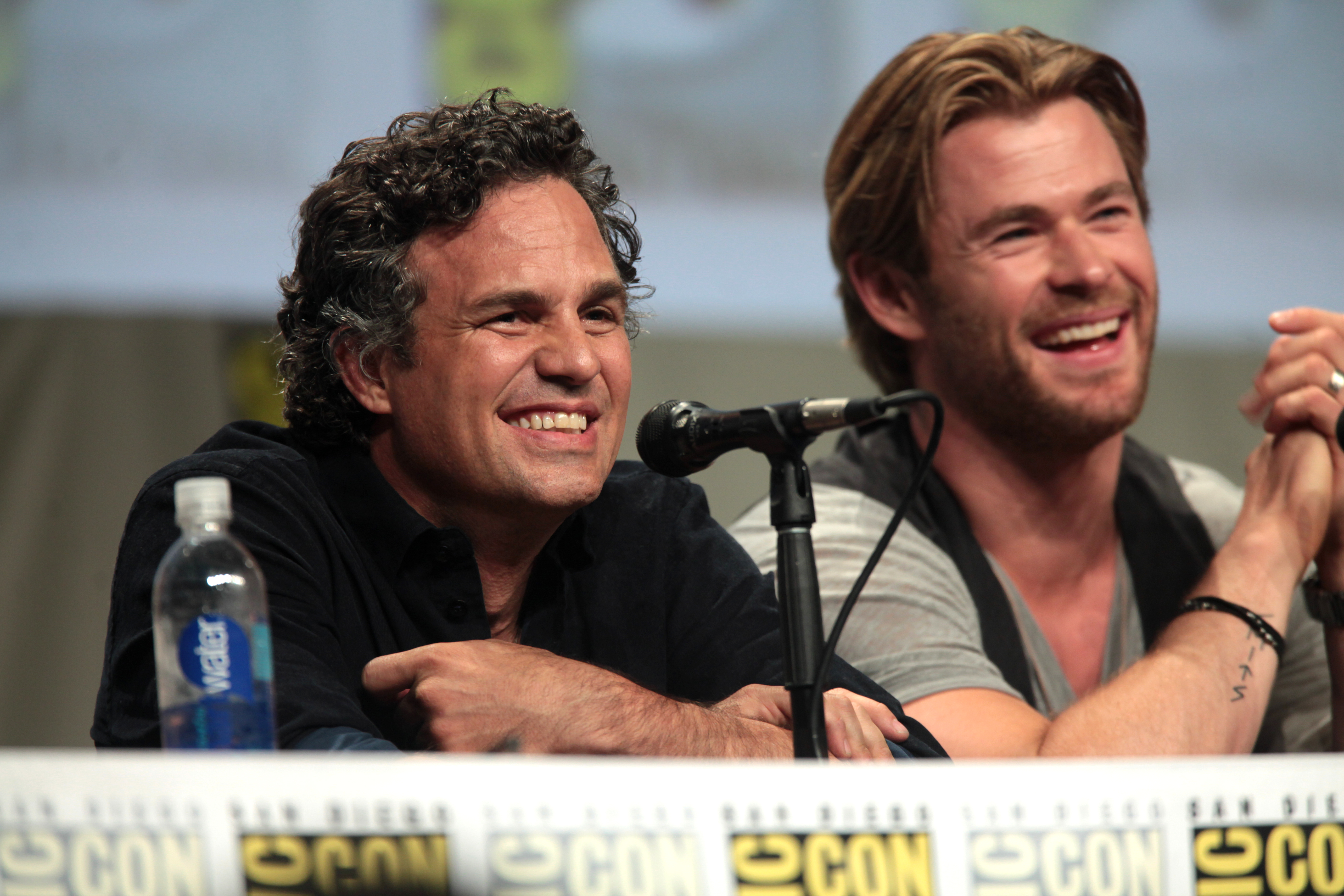
Le film marque l'arrivée de Mark Ruffalo dans la trilogie Thor.

En octobre 2015, la présence de Mark Ruffalo est confirmée. Il incarnera pour la 3e fois Bruce Banner / Hulk. Un mois plus tard, Cate Blanchett intègre le casting dans un rôle non dévoilé, que l'on apprendra être Hela, dès janvier 2016. En avril 2016, l'actrice Tessa Thompson est annoncée dans le rôle de la Valkyrie.
En mai 2016, Jeff Goldblum et Karl Urban intègrent eux aussi la distribution pour incarner respectivement le Grand Maître et Skurge l’Exécuteur.
Sam Neill rejoint la distribution dans un rôle non dévoilé en septembre 2016. Il retrouve ainsi Jeff Goldblum avec qui il a tourné Jurassic Park.
Jaimie Alexander ne reprend pas son rôle de Sif, le planning de tournage de la série Blindspot rendant impossible son déplacement sur le tournage du film.
Matt Damon fait un caméo en interprétant l'acteur jouant Loki dans la pièce de théâtre à Asgard. Il s'agit d'un clin d’œil à une discussion entre l'acteur et Chris Hemsworth. En effet, Matt Damon expliquait à ce dernier qu'il se jugeait trop vieux pour jouer un super héros. Ainsi Chris l'a proposé au réalisateur pour jouer dans cette scène, faisant écho à leur discussion.

### Tournage

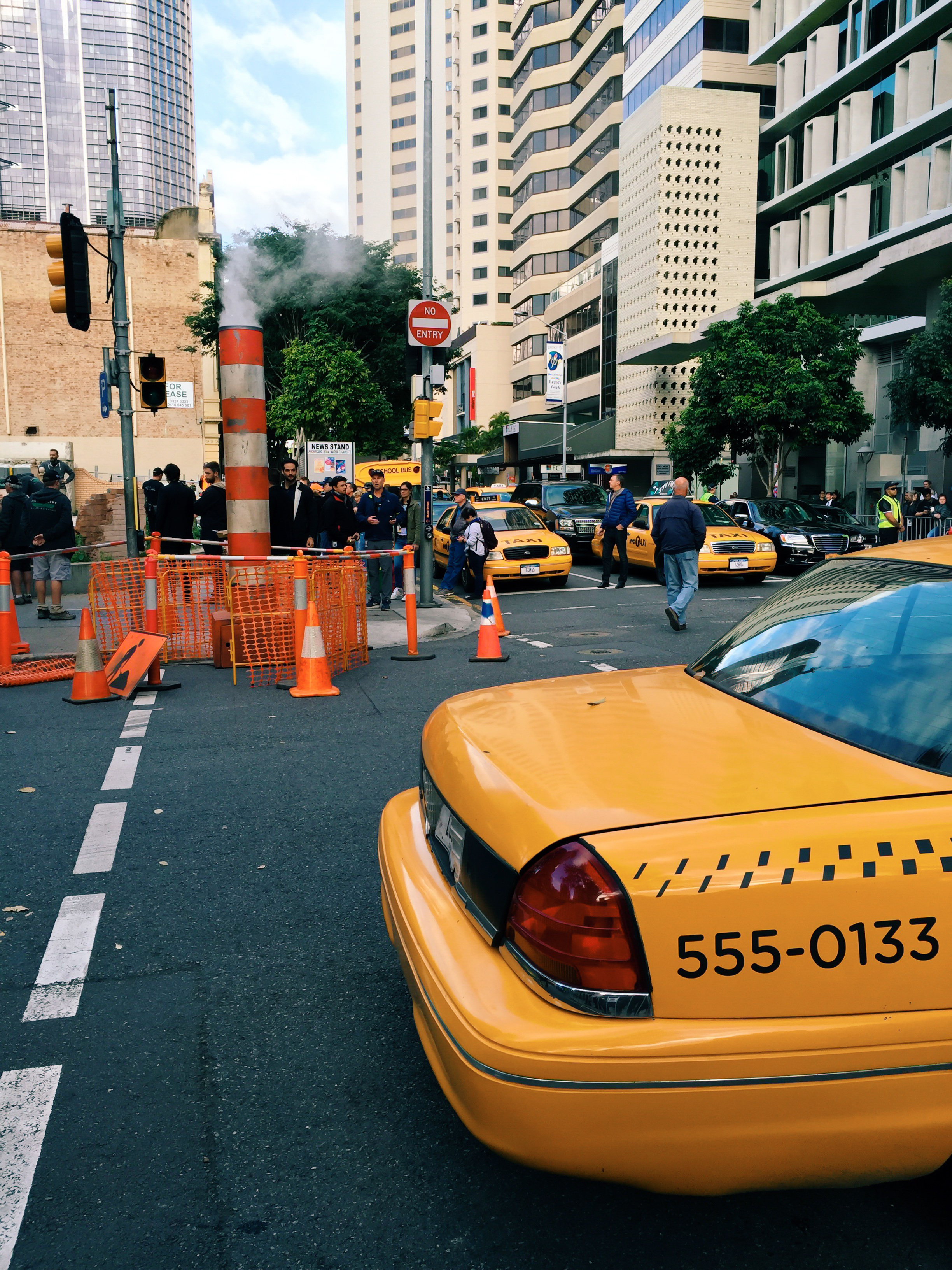
Tournage du film dans le centre d'affaires de Brisbane.

Le tournage a débuté le 4 juillet 2016 dans la ville de Queensland en Australie sous le titre de travail Creature Report. Il a lieu principalement aux Village Roadshow Studios dans la Gold Coast.
Le tournage se déroule ensuite dans d'autres villes du Queensland, notamment à Brisbane. Le centre d'affaires de Brisbane est utilisé pour reconstituer New York. Quelques scènes sont également tournées à Sydney en Nouvelle-Galles du Sud.

## Musique
Albums de Mark Mothersbaugh
Lego Ninjago, le film
(2017)
Bandes originales de l'univers cinématographique Marvel
Spider-Man: Homecoming
(2017) Black Panther
(2018)
La musique du film est composée par Mark Mothersbaugh. Avec un style très inspiré des synthétiseurs des années 1980, il avoue s'être inspiré du travail de Jean-Michel Jarre. Les thèmes des deux précédents films, composé par Patrick Doyle et Brian Tyler, tout comme The Lonely Man de Joe Harnell tiré de la série télévisée L'Incroyable Hulk, peuvent également être entendus.
On peut entendre à deux reprises dans le film la chanson Immigrant Song de Led Zeppelin. Les paroles sont particulièrement adaptée au film, puisqu'elles parlent de la mythologie viking, évoquant notamment « le marteau des dieux » (« The hammer of the gods ») ce qui ne manque pas de faire penser à Mjöllnir. Le Concerto pour 2 violons en ré mineur de Bach est également entendu dans le film.
| 1.    | Ragnarok Suite           | 8:53 |
| 2.    | Running Short on Options | 2:46 |
| 3.    | Thor: Ragnarok           | 1:09 |
| 4.    | Weird Things Happen      | 1:46 |
| 5.    | Twilight of the Gods     | 6:14 |
| 6.    | Hela vs. Asgard          | 4:30 |
| 7.    | Where am I?              | 1:39 |
| 8.    | Grandmaster’s Chambers   | 1:18 |
| 9.    | The Vault                | 3:47 |
| 10.   | No One Escapes           | 3:01 |
| 11.   | Arena Fight              | 3:32 |
| 12.   | Where’s the Sword?       | 4:33 |
| 13.   | Go                       | 1:43 |
| 14.   | What Heroes Do           | 1:37 |
| 15.   | Flashback                | 2:59 |
| 16.   | Parade                   | 2:20 |
| 17.   | The Revolution Has Begun | 1:47 |
| 18.   | Sakaar Chase             | 2:12 |
| 19.   | Devil’s Anus             | 4:52 |
| 20.   | Asgard Is a People       | 4:20 |
| 21.   | Where To?                | 2:22 |
| 22.   | Planet Sakaar            | 2:14 |
| 23.   | Grandmaster Jam Session  | 3:16 |
| 72:52 |                          |      |

## Distinctions
Entre 2017 et 2018, le film Thor : Ragnarok a été sélectionné 55 fois dans diverses catégories et a remporté 6 récompenses,.

### Nominations
- MTV Movie Awards 2018 : meilleur combat pour Chris Hemsworth et Mark Ruffalo
- Teen Choice Awards 2018 :
  - meilleur méchant au cinéma pour Cate Blanchett
  - meilleure actrice dans un film de science-fiction pour Tessa Thompson
- NAACP Image Awards 2018 : meilleure actrice dans un second rôle pour Tessa Thompson
- Critics' Choice Awards 2018 : meilleur acteur dans une comédie pour Chris Hemsworth
- Kids' Choice Awards 2018 : acteur de cinéma préféré pour Chris Hemsworth

## Accueil

### Promotion

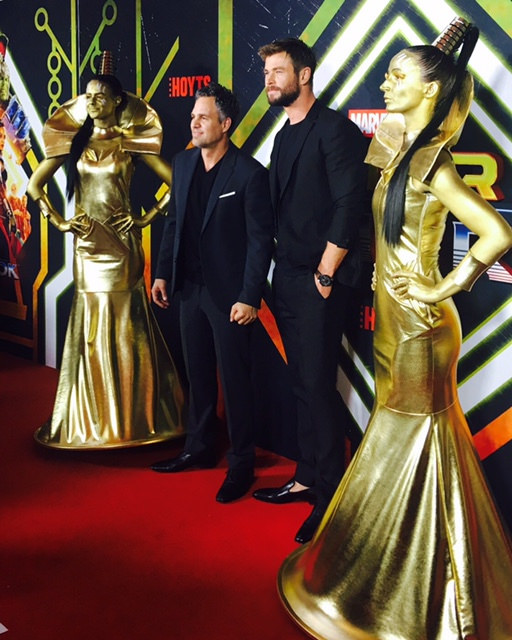
Les acteurs Chris Hemsworth et Mark Ruffalo à la première australienne du film, en octobre 2017.

Les premières informations ont été révélées au Comic-Con de San Diego de 2016, où Marvel a exposé une réplique de l’armure de gladiateur de Hulk.
Une série de documenteurs, réalisés par Taika Waititi, est sortie. Sous le nom Team Thor, ils décrivent ce que faisaient Thor et Bruce Banner alors que les autres Avengers s'affrontaient dans Captain America: Civil War,. Ils montrent également Thor vivant en colocation avec Daryl, interprété par Daley Pearson, un simple employé de bureau en Australie. La première partie est diffusée en ligne en août 2016, et la deuxième, Team Thor: Part 2, avec l'édition spéciale du Blu-Ray du film Doctor Strange en février 2017,.
La première bande-annonce officielle est sortie le 10 avril 2017 sur la plateforme YouTube, et s'est hissée dans les tendances en faisant un total de 136 millions de vues en seulement 24 heures d'exploitation. Elle devient ainsi la troisième bande-annonce la plus vue en moins de 24 heures sur toutes plate-formes confondues, derrière Ça et Fast and Furious 8, mais atteint la première place chez Marvel Studios et Disney, dépassant le précédent record détenu par La Belle et la Bête avec 127,6 millions de vues en moins de 24 heures.
Taika Waititi annonce dans un entretien sur Collider, que le film aurait une durée d'environ 100 minutes, durée courte pour un blockbuster; le film est par la suite annoncé avec une durée de 130 minutes sur le site de la BBFC. Le réalisateur expliquera par la suite qu'à la suite des réactions du public après le Comic-Con, il a décidé de prolonger la durée du film en réinsérant des blagues coupées dans le montage de 100 minutes.

### Sortie
La date de sortie en salles de Thor : Ragnarok a été dans un premier temps fixée au 28 juillet 2017. Après l’annonce du film Spider-Man: Homecoming, elle a été repoussée au 25 octobre 2017 en France, au 7 octobre 2017 au Royaume-Uni et au 3 novembre 2017 aux États-Unis, en IMAX.
Le 29 octobre 2017, Thor : Ragnarok récolte 107,6 millions d'USD à l'international une semaine avant sa sortie aux États-Unis cumulant 15,8 millions au Royaume-Uni, 15,3 millions en Corée du Sud, 8,4 millions en Australie, 8,3 millions au Brésil, 7,4 millions en France, 5,5 millions en Indonésie et 5,4 millions à Taiwan. Le 12 novembre 2017, Thor : Ragnarok atteint 650 millions d'USD au box office international en 3 semaines. Le 30 novembre 2017, Thor : Ragnarok récolte 800 millions d'USD à l'international et permet aux studios Disney de dépasser les 5 milliards d'USD de recettes cinématographiques en 2017,.

### Accueil critique
Le film reçoit des critiques plutôt positives. Sur l'agrégateur américain Rotten Tomatoes, il obtient 93 % d'opinions favorables, pour 408 avis et une moyenne de 7,6⁄10. Sur le site américain Metacritic, le film obtient une moyenne de 74⁄100, pour 51 critiques.
En France, le site Allociné propose une note moyenne de 3,3⁄5 à partir de l'interprétation de critiques provenant de 26 titres de presse.
Du côtés des critiques françaises positives, Caroline Vié de 20 Minutes écrit : « Taika Waititi a mis l'accent sur l'humour en offrant à Chris Hemsworth l'occasion de montrer son sens de l'autodérision. Le cinéaste est aussi à l'aise pour diriger des scènes d’action à couper le souffle. » Dans CNews Matin, on peut lire :« Apparitions bien senties des autres membres de la galaxie Marvel, humour très second degré qui fait mouche et scènes d'action rondement menées font de cet opus un pur divertissement à ne pas bouder. » Pour Écran large, Simon Riaux écrit : « Plutôt que de révolutionner la recette Marvel, Taika Waititi choisit de la pirater discrètement pour faire de Thor le héros d'un Flash Gordon aux airs du buddy movie spatial, aussi superficiel qu'instantanément charmant. » Stéphanie Belpêche du Journal du dimanche écrit : « Du rythme, de l'action, des références, une apparition savoureuse de Matt Damon, et Chris Hemsworth qui se lâche comme jamais : ne boudez pas votre plaisir. » Dans Le Parisien, le film est décrit comme un « space opera des années 1970 boosté par des effets spéciaux modernes et délirants ». Dans L'Express, Éric Libiot y voit « un grand spectacle agréable, drôle, rythmé, sans trop de gros machins explosifs censés habituellement cacher un scénario inexistant ni de dialogues abscons en novlangue intergalactique ».
Du côté des avis négatifs, Bernard Achour de VSD juge que « dans le registre crash atomique, on ne voit pas quel autre film (Knock, peut-être ?) est en mesure de rivaliser cette année avec Thor : Ragnarok ». Dans Le Monde, Jacques Mandelbaum déplore que « sous la direction du réalisateur néo-zélandais Taika Waititi, le troisième volet des aventures du super-héros inspiré de la mythologie nordique tourne à la farce ». Sur Critikat.com, Josué Morel regrette un film qui « ne rompt pas la monotonie des productions Marvel ».

### Box-office
Il s'agit du plus gros succès financier de la saga de films consacrée à Thor.
| Pays ou région    | Box-office        | Date d'arrêt du box-office | Nombre de semaines |
| ----------------- | ----------------- | -------------------------- | ------------------ |
| France            | 2 513 412 entrées | 14 janvier 2018            | 12                 |
| États-Unis Canada | 315 058 289 $     | 15 mars 2018               | 19                 |
| Total mondial     | 853 977 126 $     | 22 avril 2018              | 26                 |